# Live Peace in Toronto 1969
Live Peace in Toronto 1969 é o álbum de estreia da Plastic Ono Band, projeto musical composto principalmente por John Lennon e Yoko Ono. Gravado no Toronto Rock and Roll Revival festival, é o primeiro álbum ao vivo de um antigo membro dos Beatles gravado fora da banda. John Lennon e sua esposa Yoko Ono receberam um telefonema de promotores do festival John Brower e Kenny Walker, e então rapidamente montaram uma banda em um espaço muito curto de tempo para se apresentarem no evento. O grupo teve breves ensaios antes de aparecer no palco para cantar várias músicas; uma delas, "Cold Turkey", foi executada pela primeira vez ao vivo no referido festival. Logo após o evento, Lennon mixou o álbum em um dia.
O álbum alcançou a décima posição na Billboard 200 e foi certificado com um disco de ouro pela Recording Industry Association of America, no entanto não se destacou nas paradas do Reino Unido. O LP original veio com um calendário de 1970.

## Faixas
Lado A
1. "Blue Suede Shoes" (Carl Perkins) – 3:50
2. "Money (That's What I Want)" (Janie Bradford, Berry Gordy) – 3:25
3. "Dizzy, Miss Lizzy" (Larry Williams) – 3:24
4. "Yer Blues" (John Lennon, Paul McCartney) – 4:12
5. "Cold Turkey" (Lennon) – 3:34
6. "Give Peace a Chance" (Lennon, McCartney) – 3:41

Lado B
1. "Don't Worry Kyoko (Mummy's Only Looking for Her Hand in the Snow)" (Yoko Ono) – 4:48
2. "John John (Let's Hope for Peace)" (Ono) – 12:38

## Ficha técnica
- John Lennon — vocais, guitarra base
- Yoko Ono — vocais
- Eric Clapton — guitarra solo, vocais de apoio
- Klaus Voormann — baixo
- Alan White — bateria
- Kim Fowley — abertura
- George Marino - masterização